# The Skids
The Skids fue una banda de punk rock formada en Dunfermline, Fife (Escocia) en 1977, por Stuart Adamson (después reconocido con su otra banda, Big Country) y Billy Simpson, y completada por la voz y presencia de Richard Jobson.

## Historia

### Surgimiento
Todo comenzó en Dunfermline, Escocia. Stuart Adamson, originario de Mánchester, pero de padres escoceses, y William Simpson eran compañeros de colegio y tocaban en una banda llamada Tattoo hasta 1975. Con 17 años de edad, Richard Jobson comenzaría a ser el cantante de la banda y el que compondría las letras de las canciones, mientras que Adamson compondría la música. Después de la gira de Scared To Dance, Tom Kellichan, el baterista, deja la banda y es reemplazado por Rusty Egan.
El siguiente álbum, Days In Europe, fue hecho de contenido sociocultural, más la portada del disco, que hacía referencia a un suceso de las olimpiadas de Berlín de 1936, época en que Alemania era gobernada por Adolf Hitler. Fue producido por Bill Nelson, de Be-Bop Deluxe y a quien Adamson admiraba; él también participaría tocando los teclados junto a Alistair Moore. Sin embargo, Egan no duraría mucho en la banda, estando más atento al proyecto de Steve Strange, Visage; y a su vez, Simpson emigra a Australia, cansado del negocio de la música.
A finales de 1979 Egan fue reemplazado por Mike Baillie, un conocido de Jobson. De ahí, Simpson fue reemplazado por Russell Webb, quien había tocado en PVC2, al lado de Midge Ure, y en The Zones. En 1980 se grabó y salió a la venta el álbum The Absolute Game, que tenía contenido musical en el que también estuvieron metidos los sintetizadores, instrumentos de muy en boga en ese entonces, siendo un disco muy variado en cuanto a géneros: punk rock y synth pop (como es en el caso de la canción Goodbye Civilian, el cual fue sacado también como sencillo).

### Decadencia y últimos años
Durante la gira de The Absolute Game, las relaciones entre Jobson y Adamson se resquebrajaban, terminando en la partida del segundo durante la grabación de Joy, el siguiente álbum, en abril de 1981. Adamson vuelve a sus raíces en Dunfermline, donde en 1982 formaría otra banda con la que ganaría más reconocimiento, Big Country.
Poco antes de Adamson, también se fue Mike Baillie, porque él "quería ser músico, no estrella de pop" (según declaró en la página oficial de la banda). A partir de ahí los bateristas serían más constantes, siendo Kenny Hyslop y J.J. Johnson los que tocarían la batería en Joy. En este álbum también participarían un número de músicos, destacando la banda Associates (Billy MacKenzie y Alan Rankine), Mike Oldfield, Virginia Astley y otros, además de Richard Jobson y Russell Webb.
Joy resultó desilusionante para muchos seguidores de The Skids, quienes estaban acostumbrados más a que la banda tenga un estilo derivado del punk y del rock. Así, Jobson y Webb decidieron disolver la banda en 1982. 
En casi todo 1982, Jobson trabajaría como modelo y Webb en empleos simples, hasta que a finales del dicho año deciden formar otra banda, The Armoury Show, ya de más orientación indie, junto a los ex Magazine John McGeoch y John Doyle. Jobson y Webb trabajarían juntos hasta 1988, cuando se alejan tras el fracaso comercial de este grupo y la separación de McGeoch y Doyle. Jobson dedicaría más a su carrera como literato, mientras que Webb formaría parte de Public Image Ltd.
Stuart Adamson, uno de los miembros en definir el sonido de la banda, siguió teniendo éxito con Big Country hasta 1999, cuando este grupo se disuelve, formando The Raphaels. Sin embargo, en ese tiempo estaba afrontando una fuerte adicción al alcohol, que lo llevó al suicidio en un hotel de Honolulú, Hawái, el 16 de diciembre de 2001.
Richard Jobson y Russell Webb formaron The Armoury Show junto con John McGeoch y John Doyle, ambos de Magazine. Disuelta esa banda, Jobson lanzó un álbum como solista, para más tarde retirarse de la escena musical y dedicarse a la literatura y al cine. En el 200? sacó una película llamada 16 Years of Alcohol (16 años de alcohol en castellano), lo que le valió un premio; Webb probablemente iniciaría una carrera solista, aunque lo que más se sabe es que en 1992 le tocó ser el último bajista de Public Image Ltd., tocando las últimas giras antes de la separación de esta banda, y se rumorea que actualmente es diseñador de videojuegos.

### Reunión
Stuart Adamson había disuelto Big Country y tenía problemas de alcoholismo, suicidándose en 2001 a los 43 años. Al año siguiente, le hicieron un concierto en su memoria. Ésta fue la ocasión para que The Skids se reunieran como banda, con Jobson (voz), Bill Simpson (bajo) y Mike Baillie (batería), más la compañía de Bruce Watson, quien había sido guitarrista de Big Country. En el homenaje también estuvieron Midge Ure,...

## Discografía

### Sencillos
- Charles (1977).
- Sweet Suburbia (1978).
- Into the Valley (1979).
- Masquerade (1979).
- Charade (1979)
- Working for the Yankee Dollar (1979).
- Animation (1980).
- Circus Games (1980).
- Goodbye Civilian (1980).
- Women in Winter (1980).
- Fields (1981).
- Iona (1981).

### EP
- Wide Open (1978).

### Álbumes
- Scared To Dance (1979).
- Days In Europe (1980).
- The Absolute Game (1980).
- Joy (1981).

### Discos en vivo
- BBC Radio 1 Live In Concert (1991).
- Masquerade Masquerade (2007).

### Recopilatorios
- Fanfare (1982).
- Dunfermline (1993).
- Sweet Suburbia: The Best Of The Skids (1995).
- The Very Best Of The Skids (2003).
- Into the Valley: The Best of The Skids (2005).
- The Saints Are Coming: The Best of The Skids (2007).

### Otros
- Peel Sessions: casi todas las alineaciones grabaron una serie de sesiones para John Peel cada año de 1978 a 1981. El 16 de mayo de 1978, con la alineación original, interpretaron Of One Skin, Open Sound, Contusion, Night And Day y TV Stars.

## Videografía

### Oficial
- The Skids (Virgin, 1989) (VHS): Into The Valley, Charade, Working For The Yankee Dollar, Circus Games, Goodbye Civilian e Iona.

### Otros
- Top Of The Pops: The Saints Are Coming.
- The Old Grey Whistle Test (1979): popular programa británico que ofrecía conciertos sin sonido pregrabado. Temas: ... y Working For The Yankee Dollar. La alineación es casi la original, excepto en que el baterista es Rusty Egan.
- The Old Grey Whistle Test (1980): con la alineación del álbum The Absolute Game, que tocó Hurry On Boys y An Incident In Algiers (en esta canción, con Billy Currie en el violín).
- Rock Goes To College: también con la alineación de The Absolute Game.